# Cs. Kiss Ernő
Cs. Kiss Ernő (Csíkjenőfalva, 1929. április 10. – Tata, 2018. április 19.) Tata város Zsigmond király díjjal, A Köztársaság elnökének érdeméremével kitüntetett fafaragó, népi iparművész.

## Életpályája
Iskoláit Csíkszeredán, Marosvásárhelyen és Kolozsváron végezte el. 1945-ben Magyarországra szökött. Debrecenben népi kollégista volt, majd az újjászervezett néphadsereg kultúrtisztjeként a tatai laktanyában dolgozott. A honvédségtől a koncepciós perek alatt eltávolították. 1948–1953 között hivatásos katona volt. 1953-tól a Komárom megyei Moziüzem Vállalat grafikusa volt. 1962–1971 között a Vendéglátóipari Vállalat grafikusaként dolgozott. 1969-ben hazalátogatott; innentől kezdett fafaragással foglalkozni. 1972–1981 között a Generál Kereskedelmi Vállalat osztályvezetője volt. 1972–1982 között a komáromi felnőtt fafaragó szakkör vezetője volt. 1980–1992 között a tatai faragó stúdió vezetője volt. 1982–1992 között a tatabányai felnőtt fafaragó szakkör vezetője volt.

## Köztéri művei

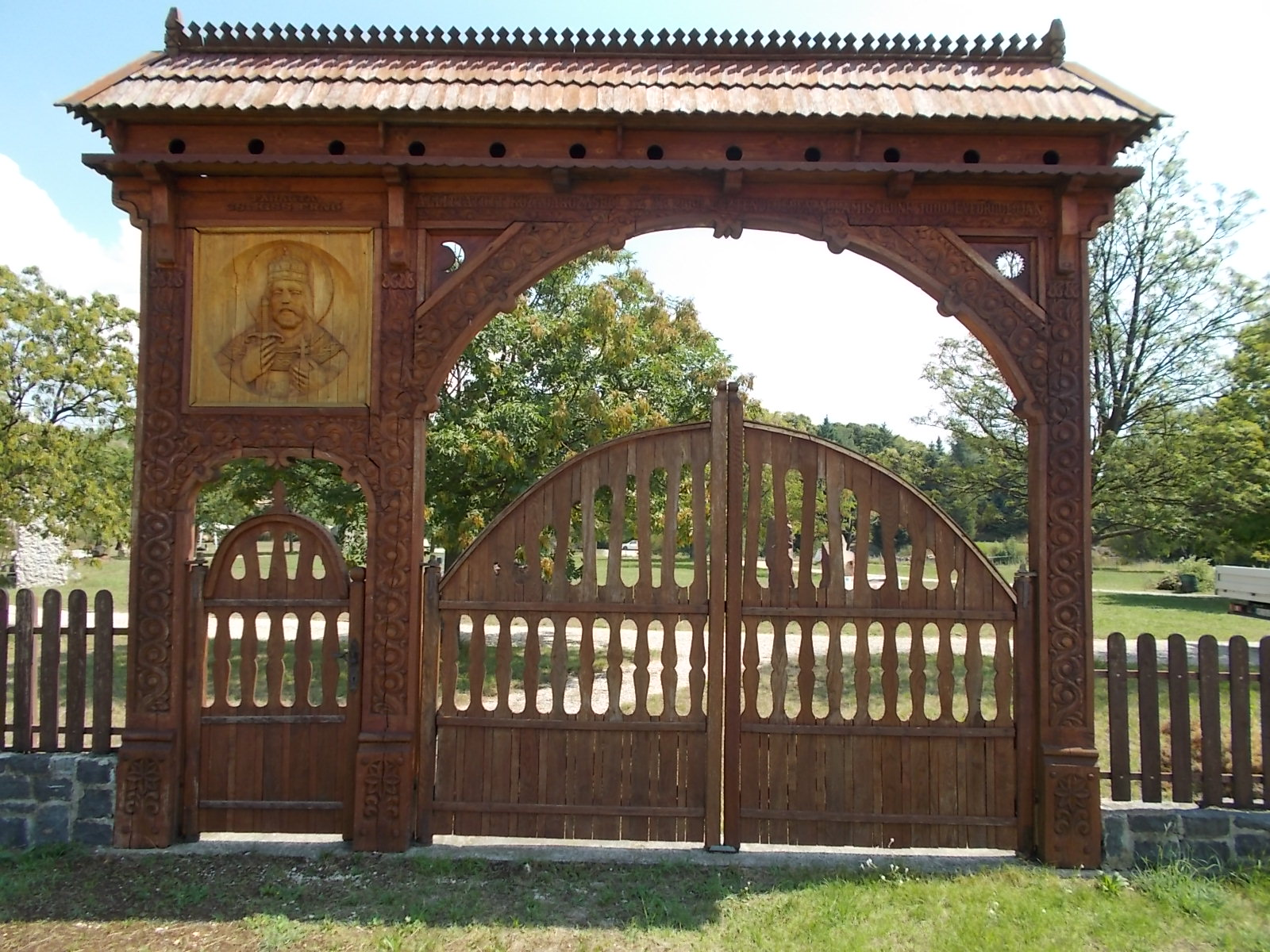
Székelykapu (Tata, 2000)

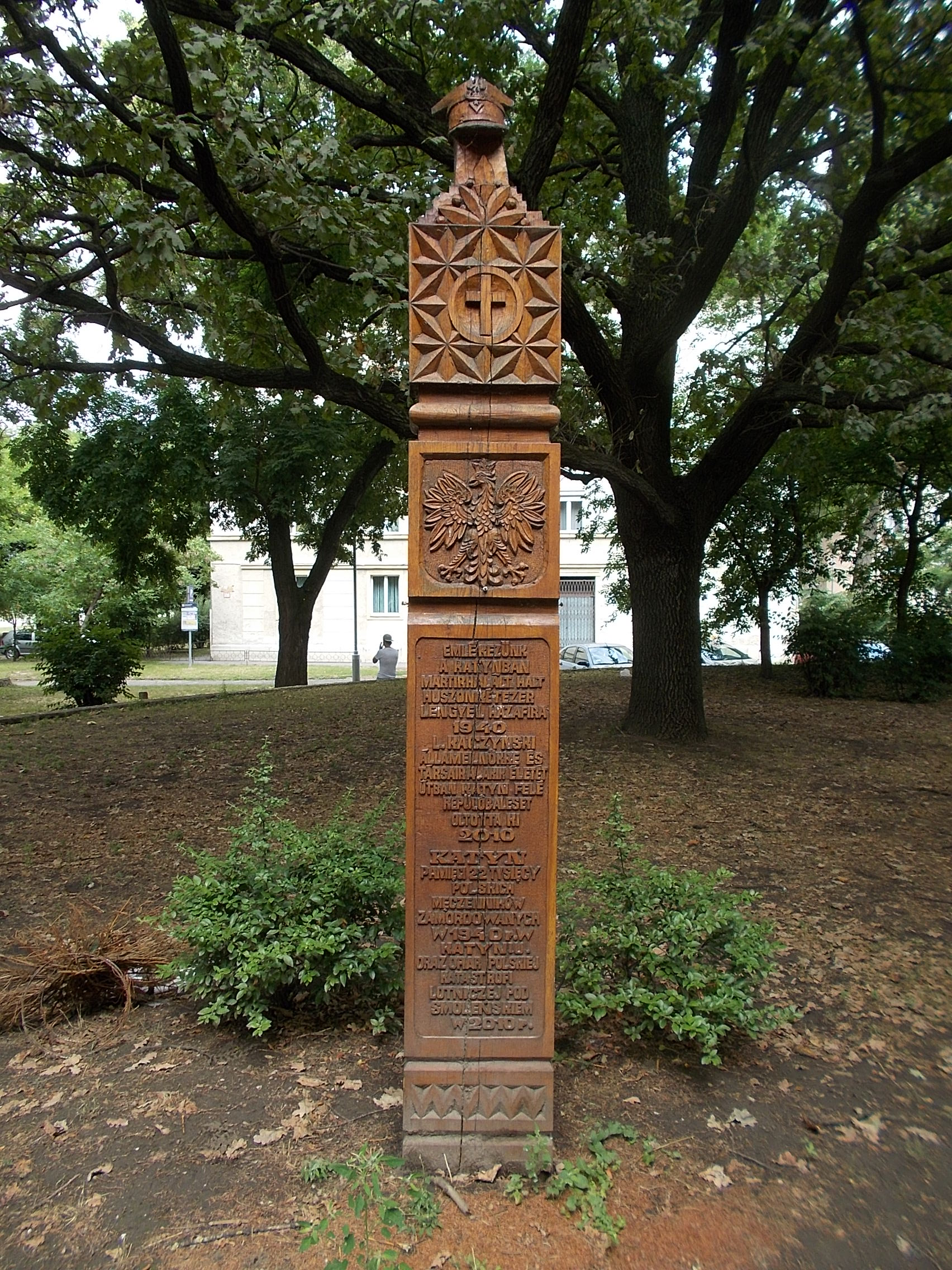
Katyn-Szmolenszk áldozatainak emlékére (Tatabánya, 2010)

- 200 éves a dorogi bányászat (Dorog, 1979)
- 1956-os emlékoszlop (Baj, 1982)
- 1956-os emlékoszlop (Bajna, 1982)
- A komáromi vár védőinek kopjafái (Komárom, 1983)
- Jávorka Sándor-kopjafa (Tata, 1983)
- Székelykapu (Császár, 1987)
- Az 1956-os forradalom kopjafája (Tata, 1989)
- Skoflek István-emlékoszlop (Tata, 1990)
- 1848-49 és 1956 emlékére (Baj, 1991)
- Millecentenáriumi emlékoszlop (Neszmély, 1996)
- Millecentenáriumi emlékoszlop (Tahi, 1996)
- Aradi vértanúk emlékműve (Tatabánya, 1996)
- Csodaszarvas (Ozora, 1996)
- Cantata Profana (Tata, 1997)
- Kaptay József-emléktábla (Tata, 1998)
- Dr. Gira Ferenc-emléktábla (Tata, 2000)
- Székelykapu (Tata, 2000)
- Millenniumi kopjafa (Ozora, 2000)
- Tízparancsolat (Tata, 2005)
- Jézus boldogmondásai (Tata, 2005)
- A Református Népfőiskola emlékműve (Tata, 2009)
- Kálvin János (Tata, 2009)
- Az iskola volt diákjainak kopjafája (Tata, 2010)
- Katyn-Szmolenszk áldozatainak emlékére (Tatabánya, 2010)
- Az aradi vértanúk emlékműve (Tata, 2013)

## Kiállításai
- 1977 Tata, Tatabánya
- 1978 Dorog, Komárom, Tatabánya
- 1980 Oroszlány, Tatabánya
- 1981, 1996-1997 Tatabánya
- 1986, 1997, 2009 Tata
- 1987 Dömös
- 1988 Oroszlány

## Díjai
- Komárom megyei alkotói ösztöndíja (1972)
- Szocialista Kultúráért (1973)
- Komárom Megyei Tanács alkotói ösztöndíja (1979)
- Népi Iparművész (1980)
- Komárom-Esztergom Megyéért Díj (1992)
- Tata Városáért kitüntetés (1998)
- Ezüst Turul-díj (2002)
- Tata Város Zsigmond Király Díja (2009)
- Komárom-Esztergom megyei Príma-díj (2009)
- A Köztársaság Elnökének Érdemérme (Schmitt Pál, 2011)[1]

## Emlékezete
- 2023. április 24-én egykori lakóhelyén Tatán, a Széchenyi utca 28. szám alatt emléktáblát avattak tiszteletére.